# Écuries Vernay
Les écuries Vernay sont des écuries situées à Pérouges, en France.

## Localisation
Les écuries sont situées dans le département français de l'Ain, sur la commune de Pérouges.

## Historique
L'édifice est classé au titre des monuments historiques depuis le 22 avril 1937.